# Estrela Clube Primeiro de Maio
El Estrela Clube Primeiro de Maio, conocido como Primeiro de Maio, es un equipo de Angola que pertenece a la Girabola, la liga de fútbol más importante del país.

## Historia
Fue fundado en 1 de abril de 1980, después de la fusión de los equipos Estrella Roja de Benguela y GD Primeiro de Maio, en la ciudad de Benguela. Cuenta solo con 2 títulos de liga y 3 de copa, habiendo participado en 7 torneos internacionales sin ninguna participación destacada, exceptuando la Copa CAF de 1994, donde llegó a la final.

## Palmarés
- Girabola: 2

1983, 1985
- Copa de Angola: 3

1982, 1983, 2007
- Gira Angola: 1

2015

## Participación en competiciones de la CAF
| Temporada | Torneo                            | Ronda            | Club              | Casa  | Visita | Global      |
| --------- | --------------------------------- | ---------------- | ----------------- | ----- | ------ | ----------- |
| 1983      | Recopa Africana                   | 1                | AS Cheminots      | 3-2   | 0-2    | 3-4         |
| 1984      | Copa Africana de Clubes Campeones | 1                | Asante Kotoko FC  | 2-1   | 1-1    | 3-2         |
| 1984      | Copa Africana de Clubes Campeones | 2                | AC Semassi FC     | 2-0   | 0-2    | 2-2 (3-4 p) |
| 1986      | Copa Africana de Clubes Campeones | 1                | Canon Yaoundé     | 2-0   | 0-3    | 2-3         |
| 1994      | Copa CAF                          | 1                | Young Ones FC     | w.o.1 | w.o.1  | w.o.1       |
| 1994      | Copa CAF                          | 2                | AS Bantous        | 5-1   | 2-4    | 7-5         |
| 1994      | Copa CAF                          | Cuartos de final | AFC Leopards      | 1-0   | 1-2    | 2-2 (a)     |
| 1994      | Copa CAF                          | Semifinales      | Al-Mourada SC     | 5-3   | 0-0    | 5-3         |
| 1994      | Copa CAF                          | Final            | Bendel Insurance  | 1-0   | 0-3    | 1-3         |
| 1995      | Copa CAF                          | 2                | AS Kaloum Star    | 1-0   | 0-1    | 1-1 (2-4 p) |
| 2008      | Copa Confederación de la CAF      | 1                | Mount Cameroon FC | 0-2   | 1-0    | 1-2         |

1- Young Ones FC abandonó el torneo.

## Jugadores

### Equipo 2018

#### Altas y bajas 2017–18 (invierno)
| Altas          | Altas          | Altas                | Altas      | Altas |
| Jugador        | Posición       | Procedencia          | Tipo       | Costo |
| -------------- | -------------- | -------------------- | ---------- | ----- |
| Kabila         | Centrocampista | Acácias Rubras       | Fichaje.   | --    |
| Quinho         | Delantero      | Orlando Cardoso      | Fichaje.   | --    |
| Richard Mantey | Portero        | Hearts of Oak        | Fichaje.   | --    |
| Pirolito       | Centrocampista | Cantera              | Promoción. | --    |
| Gui            | Portero        | Orlando Cardoso      | Fichaje.   | --    |
| Telmo          | Delantero      | Acácias Rubras       | Fichaje.   | --    |
| Mandinho       | Delantero      | Atlético do Namibe   | Fichaje.   | --    |
| Martinho       | Centrocampista | Sporting de Benguela | Fichaje.   | --    |
| Poco           | Defensa        | Académica do Lobito  | Fichaje.   | --    |
| António        | Defensa        | Interclube           | Fichaje.   | --    |
| Jamanta        | Centrocampista | Electro do Lobito    | Fichaje.   | --    |
| Bruno          | Centrocampista | Interclube           | Fichaje.   | --    |
| Moreira        | Portero        | JGM do Huambo        | Fichaje.   | --    |
| Calu           | Centrocampista | JGM do Huambo        | Fichaje.   | --    |
| Geovane Vaz    | Centrocampista | JGM do Huambo        | Fichaje.   | --    |
| Song           | Defensa        | JGM do Huambo        | Fichaje.   | --    |

| Bajas        | Bajas          | Bajas               | Bajas    | Bajas |
| Jugador      | Posición       | Destino             | Tipo     | Costo |
| ------------ | -------------- | ------------------- | -------- | ----- |
| Kaporal      | Delantero      | Interclube          | Fichaje. | --    |
| Rui          | Portero        | Interclube          | Fichaje. | --    |
| Fani         | Portero        | Académica do Lobito | Fichaje. | --    |
| Tino         | Portero        | Agente libre        | Salida.  | --    |
| Yeyé         | Defensa        | Agente libre        | Salida.  | --    |
| Oliveira     | Defensa        | Agente libre        | Salida.  | --    |
| Babacar Fall | Defensa        | Agente libre        | Salida.  | --    |
| Graciano     | Defensa        | Agente libre        | Salida.  | --    |
| Dinho        | Defensa        | Agente libre        | Salida.  | --    |
| Lara         | Centrocampista | Agente libre        | Salida.  | --    |
| Pakessa      | Centrocampista | Agente libre        | Salida.  | --    |
| Gaúcho       | Centrocampista | Agente libre        | Salida.  | --    |
| Djemba       | Centrocampista | Agente libre        | Salida.  | --    |
| Fatite       | Centrocampista | Agente libre        | Salida.  | --    |
| Bugo Jesse   | Centrocampista | Agente libre        | Salida.  | --    |
| Negra        | Centrocampista | Agente libre        | Salida.  | --    |
| Pedy         | Centrocampista | Agente libre        | Salida.  | --    |
| Jamba        | Delantero      | Agente libre        | Salida.  | --    |
| Maria Pia    | Delantero      | Agente libre        | Salida.  | --    |
| Edson        | Defensa        | Domant              | Fichaje. | --    |
| Kandu        | Centrocampista | Agente libre        | Salida.  | --    |

### Jugadores destacados
- Joseph Maluka[11][12][13]

## Entrenadores
- Pinto Leite (?-2001)[14]
- Fusso Nkosi (2001-agosto de 2001)[14]
- Rui Teixeira (agosto de 2001-20??)[14]
- Nando Jordão (20??-2003)[15]
- João Melanchton (2003-2004)[15][16]
- Fusso Nkosi (interino-2004-20??)[16]
- Napoleão Brandão (2004)[17][18]
- Agostinho Tramagal (2004-2005)[19][20]
- Albano César (20??-noviembre de 2006)[21]
- Fusso Nkosi (noviembre de 2006-20??)[21]
- José Luís Borges (20??-2009)[22]
- João de Almeida (2009)[23][24]
- José Luís Borges (interino-2009)[24][25]
- Fusso Nkossi (octubre de 2009-?)[25]
- Francisco Júnior Paulino (~2011)[26]
- Fusso Nkosi (2011-20??)[27]
- Paulino Júnior (20??-2013)[28]
- Paulo Saraiva (2013-20??)[28][29]
- Finda Mozer (2015-20??)[30]
- Hélder Teixeira (2016-?)[31]